# الاکتور
الاکتور (به یونانی: Ellaktor) بزرگترین شرکت ساخت‌وساز یونانی است. این شرکت چندملیتی در چندین زمینه فعالیت می‌کند، که عبارتند از: مبادله سوخت و انرژی‌های تجدیدپذیر، احداث خط آهن ریلی، ساخت خطوط لوله انتقال نفت، توسعه زیرساخت‌های شهری، احداث جاده، سرمایه‌گذاری در املاک، تولید برق و مدیریت پسماند.
دفتر مرکزی این شرکت در شهر کیفیسیا، یونان قرار دارد و بخشی از سهام آن در بازار بورس آتن معامله می‌شود. شرکت الاکتو دارای عملیات در کشورهای صربستان، رومانی، روسیه، قطر، کویت و امارات متحده عربی می‌باشد.